# Bill Hosket
Wilmer Frederick "Bill" Hosket (Dayton (Ohio), 20 de dezembro de 1946) é um ex-basquetebolista profissional estadunidense que conquistou a medalha de ouro disputada nos XIX Jogos Olímpicos de Verão realizados na Cidade do México em 1968.

## Biografia
Bill Hosket estudou em Ohio State University onde competiu na NCAA pelo Ohio State Buckeyes por 4 temporadas com médias de 4.0 pontos por jogo, 2.5 rebotes por jogo e 0.7 assistências por jogo. Entrou para o Draft da NBA em 1968 e foi a 10ª escolha, sendo selecionado pelo New York Knicks.
Na NBA competiu em quatro temporadas entre 1968 e 1972 sendo que em 1970 sagrou-se campeão pelos Knicks. Outra equipe que ele defendeu foi o Buffalo Braves.
Abandonou as quadras em 1972 sem completar a temporada por causa de uma grave lesão nos joelhos.